# Lechstaustufe 2 – Prem
Die Lechstaustufe 2 – Prem (Premer Lechsee) ist eine Staustufe des Lech bei Füssen in Bayern. Der Lech wird hier nahe bei Prem durch einen fast 3 km langen Staudamm aufgestaut. Der Stausee wird von der Uniper Kraftwerke GmbH in einem 1970–72 gebauten Laufwasserkraftwerk mit einer Leistung von 19,2 MW zur Energiegewinnung genutzt, außerdem dient er der Naherholung.
Der Staudamm ist ein Erdschüttdamm, der mit einer bituminösen Außenhaut versehen ist. Diese musste vor einigen Jahren saniert werden. Man hat dafür eine 1,8 mm dicke Kunststoffbahn aus Polypropylen verwandt. 17.550 Quadratmeter in der am stärksten geschädigten Zone wurden auf diese Weise abgedichtet.
Der Stausee zwischen der Lechstaustufe 2 bei Prem bis zum Werk Roßhaupten ist auch ein Angelgewässer. Die nächste Staustufe oberhalb ist der Forggensee, der auch Speicher Roßhaupten genannt wird.